# Laclavá
Laclavá – dawniej samodzielna wieś, od 1951 roku część wsi Abramová w powiecie Turčianske Teplice, kraju żylińskim, w północno-centralnej Słowacji. Znajduje się w Kotlinie Turczańskiej nad lewym brzegiem rzeki Turiec.
Laclavá została założona na terenie, który w 1250 roku został podarowany przez króla Węgier i Chorwacji Belę IV. Pierwsza wzmianka o wsi pochodzi z 1326 r.  W Laclavej są dwa zabytki:
- Kościół rzymskokatolicki św. Kosmy i Damiana. Jest to jednonawowa budowla wczesnogotycka z prostokątnym zakończeniem prezbiterium i wieżą z końca XIII wieku. Znajduje się na wzniesieniu nad miejscowością. Pierwsza pisemna wzmianka o kościele pochodzi z 1330 roku. Kościół przebudowano w XVII wieku. W 1927 roku dobudowano wieżę z piramidalnym hełmem. Z pierwotnych detali zachowało się sklepienie krzyżowe w prezbiterium oraz romańskie okno szczelinowe z półkolistą wnęką po wschodniej stronie prezbiterium. Wiązar kościoła datowany był na lata 1470-1471. Obok kościoła znajduje się cmentarz z kilkoma ziemnymi grobowcami, a także neogotycka kaplica rodziny Országh[2].
- Dwór ziemiański rodziny Országh. Był przebudowywany, do dziś zachowała się tylko niewielka część dawnej rezydencji. Jest to trójnawowa parterowa bryła z czterospadowym dachem z drugiej połowy XVII wieku. Odbudowano została w drugiej połowie XIX wieku, po II wojnie światowej zaniedbana ulegała niszczeniu[3].

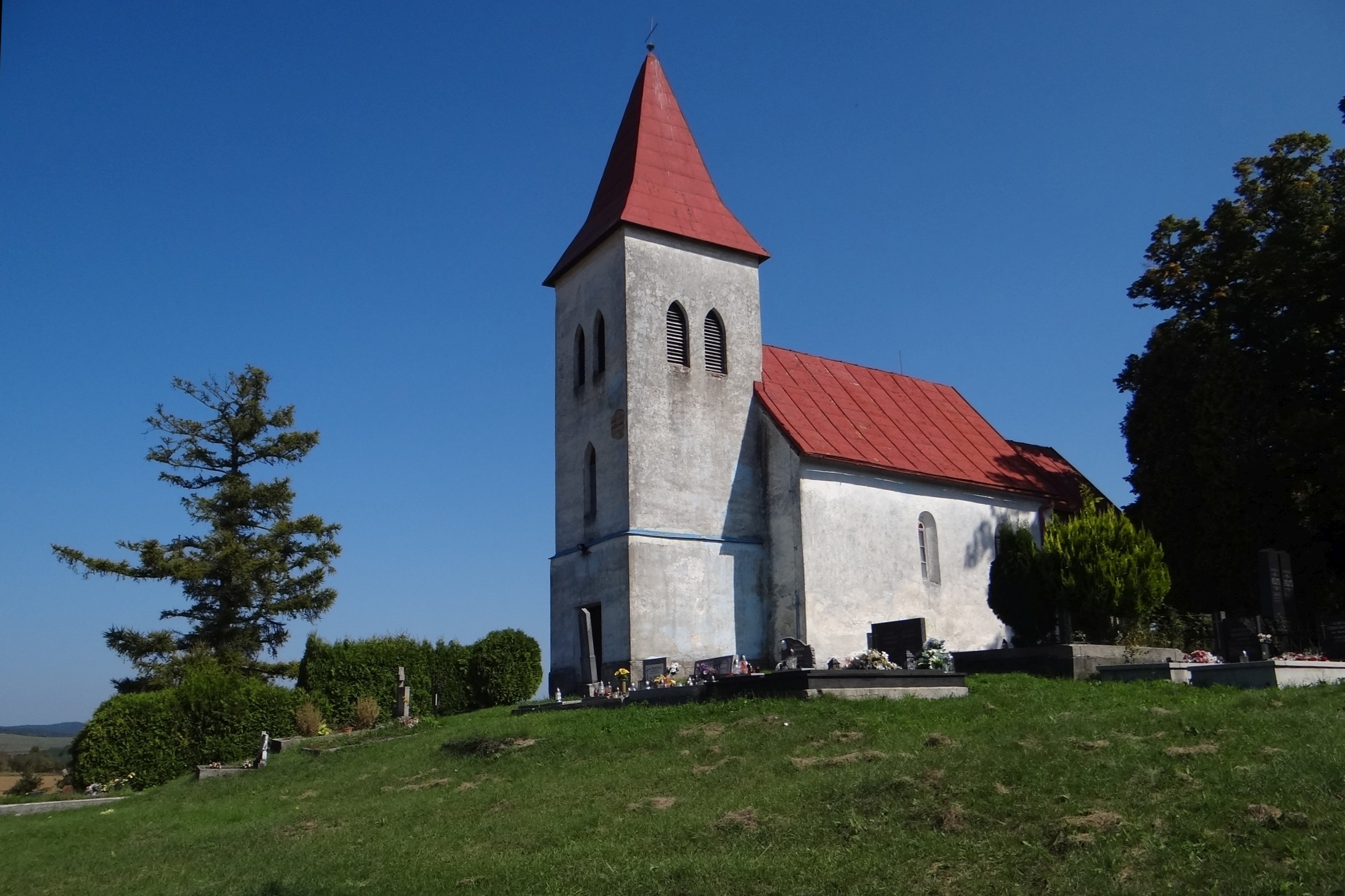
Kościół Kosmy i Damiana
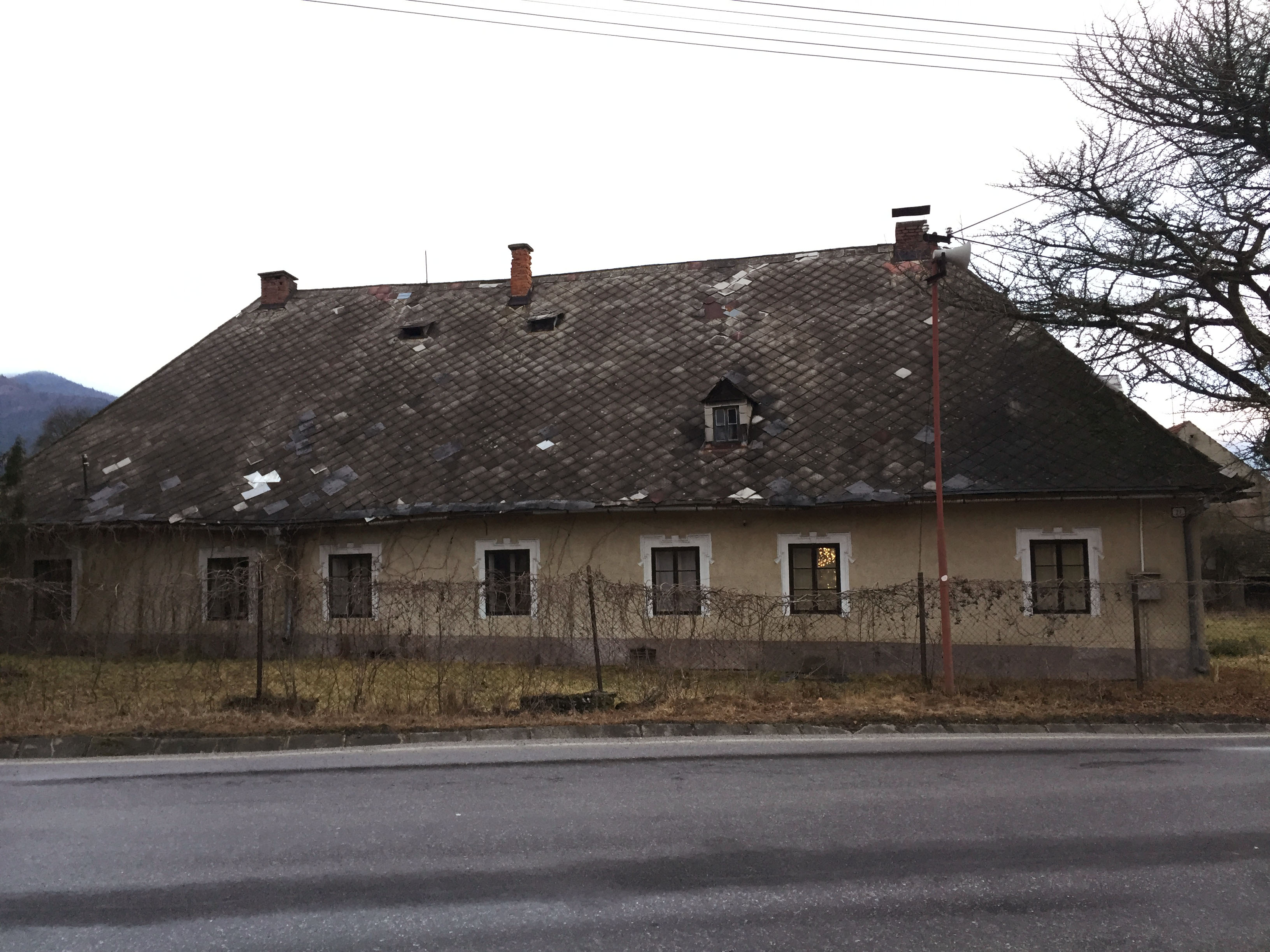
Dwór ziemiański
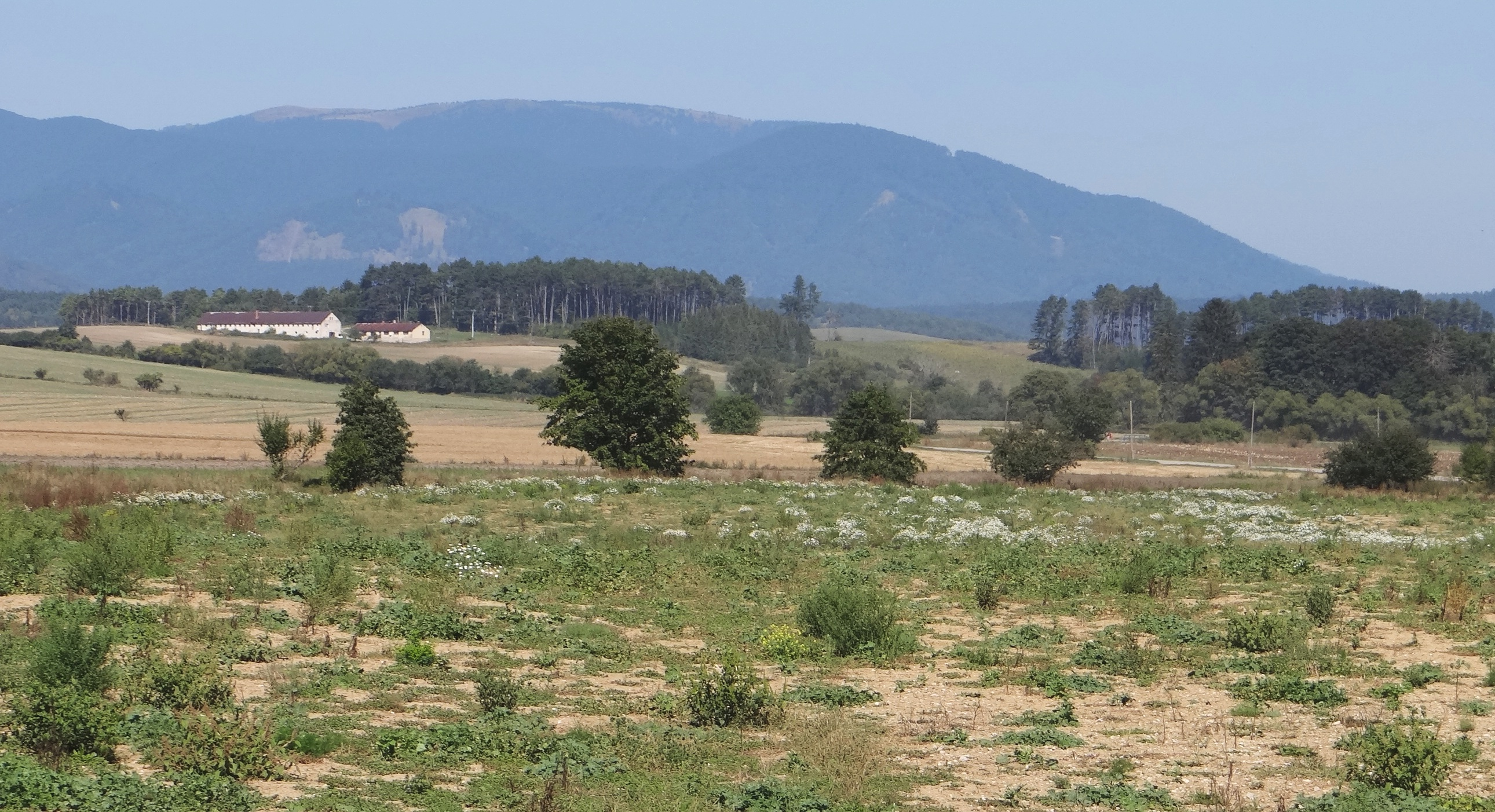
Budynki i pola spółdzielni rolniczej